# Lincoln Burrows
Lincoln Burrows interpretat de Dominic Purcell, este un personaj din serialul de televiziune Prison Break difuzat de Fox.Lui lincoln i se însceneaza o crima in care il asasinează pe fratele vicepresedintei americii.El primește ca sentință pedeapsa capitală dar fratele lui fratele lui elaborează un plan cu care să îl scoată pe Lincoln din Penitenciarul de stat "FOX RIVER".